# Acerotisa baiae
Acerotisa baiae är en plattmaskart. Acerotisa baiae ingår i släktet Acerotisa och familjen Euryleptidae. Inga underarter finns listade i Catalogue of Life.